# Cledra
Cledra is een geslacht van rechtvleugeligen uit de familie veldsprinkhanen (Acrididae). De wetenschappelijke naam van dit geslacht is voor het eerst geldig gepubliceerd in 1918 door Bolívar.

## Soorten
Het geslacht Cledra  is monotypisch en omvat slechts de volgende soort:
- Cledra simoni (Bolívar, 1918)